# Michail Aleksandrovič Dudin
Michail Aleksandrovič Dudin (in russo Михаил Александрович Дудин?; Klevnevo, 7 novembre 1916 – 31 dicembre 1993) è stato un poeta e scrittore russo.
Il suo libro Piantare il seme ("Посейте семя") è stato utilizzato da Mieczyslaw Weinberg come il sesto ed ultimo testo del Requiem Op.96 (1967).

## Opere
- Piantare il seme
- Il rovescio della pioggia, 1940
- V put', 1954